# Коростишівський парк культури і відпочинку
Корости́шівський парк культури і відпочинку — парк-пам'ятка садово-паркового мистецтва місцевого значення в Україні. Розташований поруч з центральною частиною міста Коростишів Житомирської області, на лівому березі річки Тетерів. 
Площа 12,9 га. Статус надано згідно з рішенням облвиконкому від 31.03.1964 року № 149. Перебуває у віданні КП «Коростишівський комунальник». 
Статус надано для збереження парку, закладеного в 1860 році. Зростають насадження переважно місцевих порід. Парк прикрашений скелястими валунами, облаштовано стежки-серпантини на схилах між двома терасами парку, ставки із зарослими островами, фонтани зі скульптурами, є оглядові майданчики. Поруч — мальовничі скелясті береги Тетерева і гребля. Коростишівський парк використовується як парк культури та відпочинку. 
Багато скульптур у парку створені заслуженим художником України Віталієм Рожиком.

## Галерея

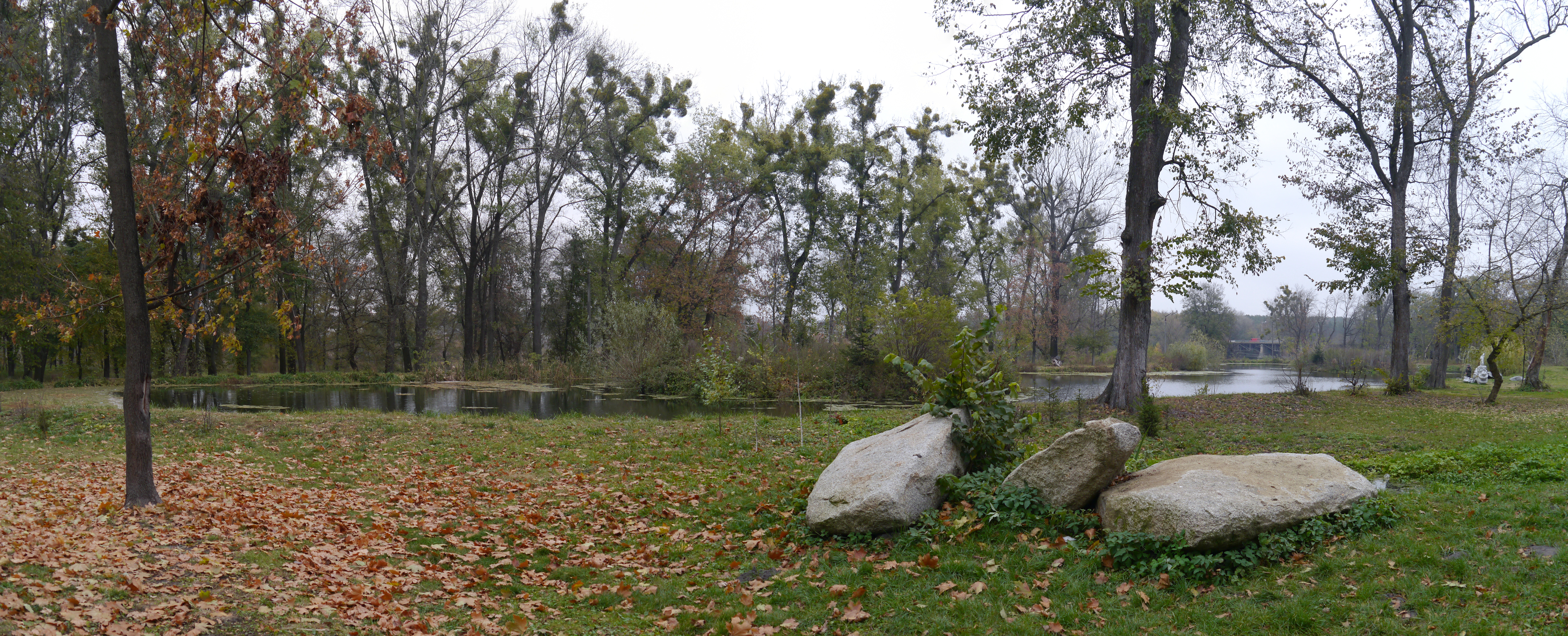
Коростишівський парк восени – панорама

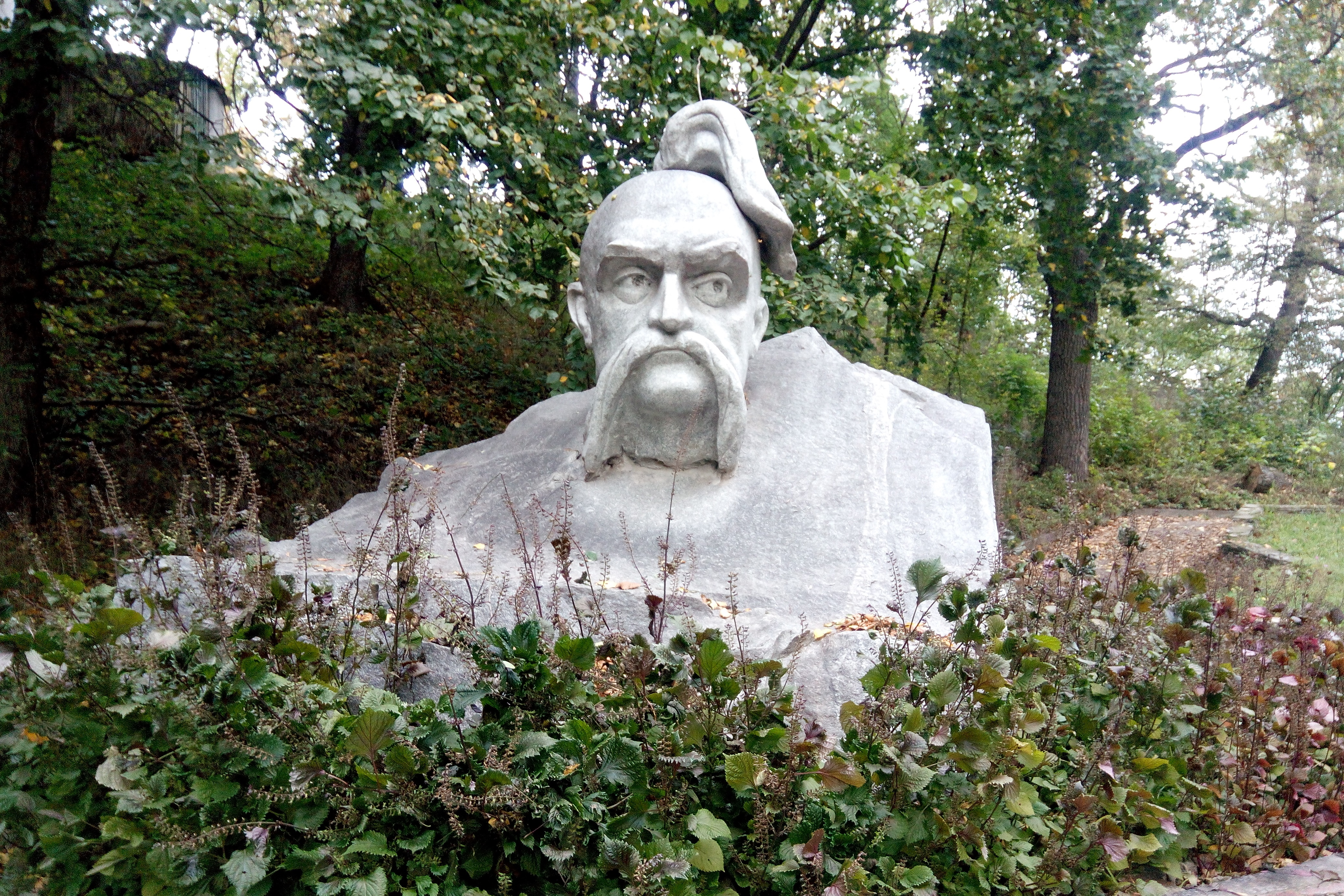
Голова козака
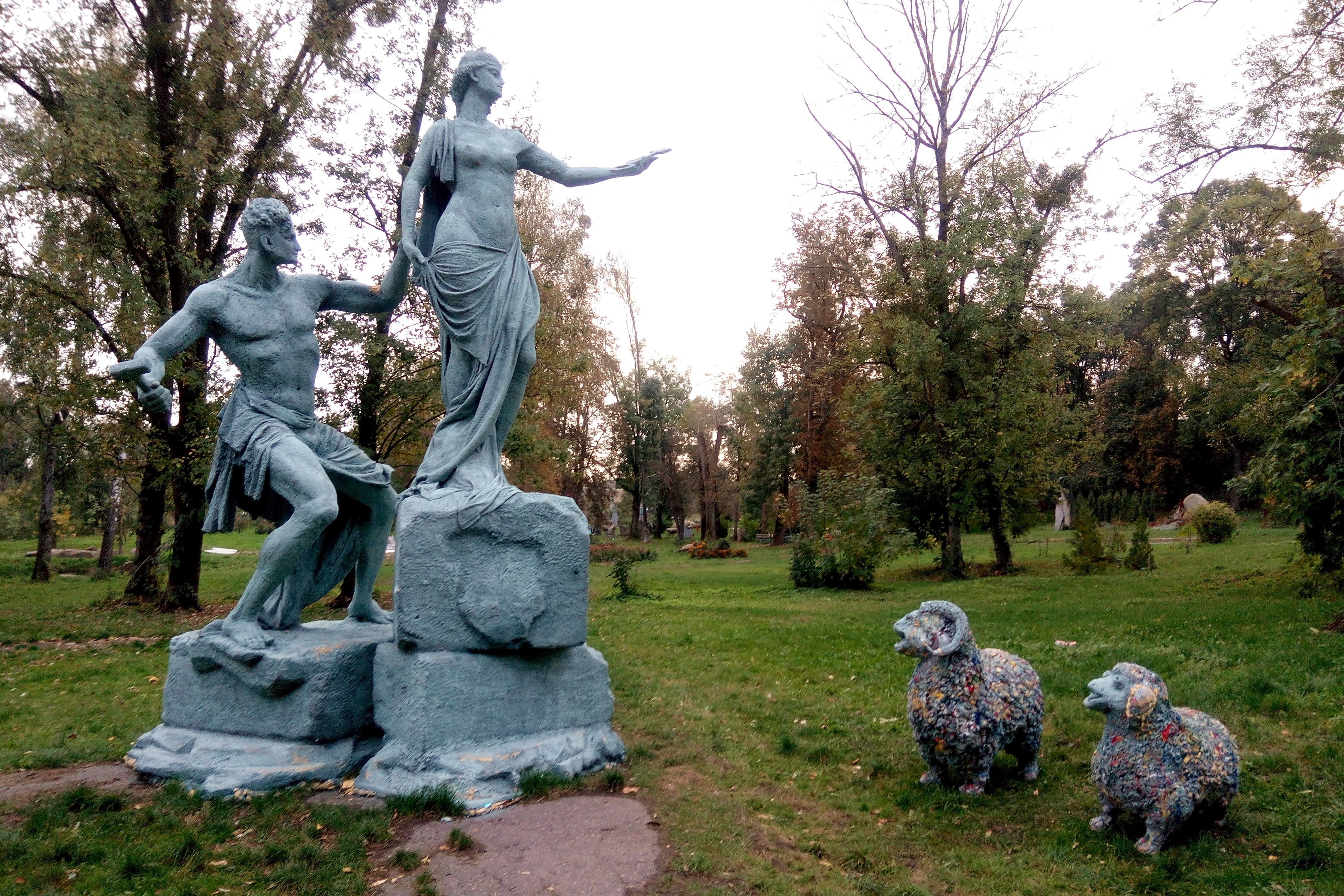
Скульптор i баранці
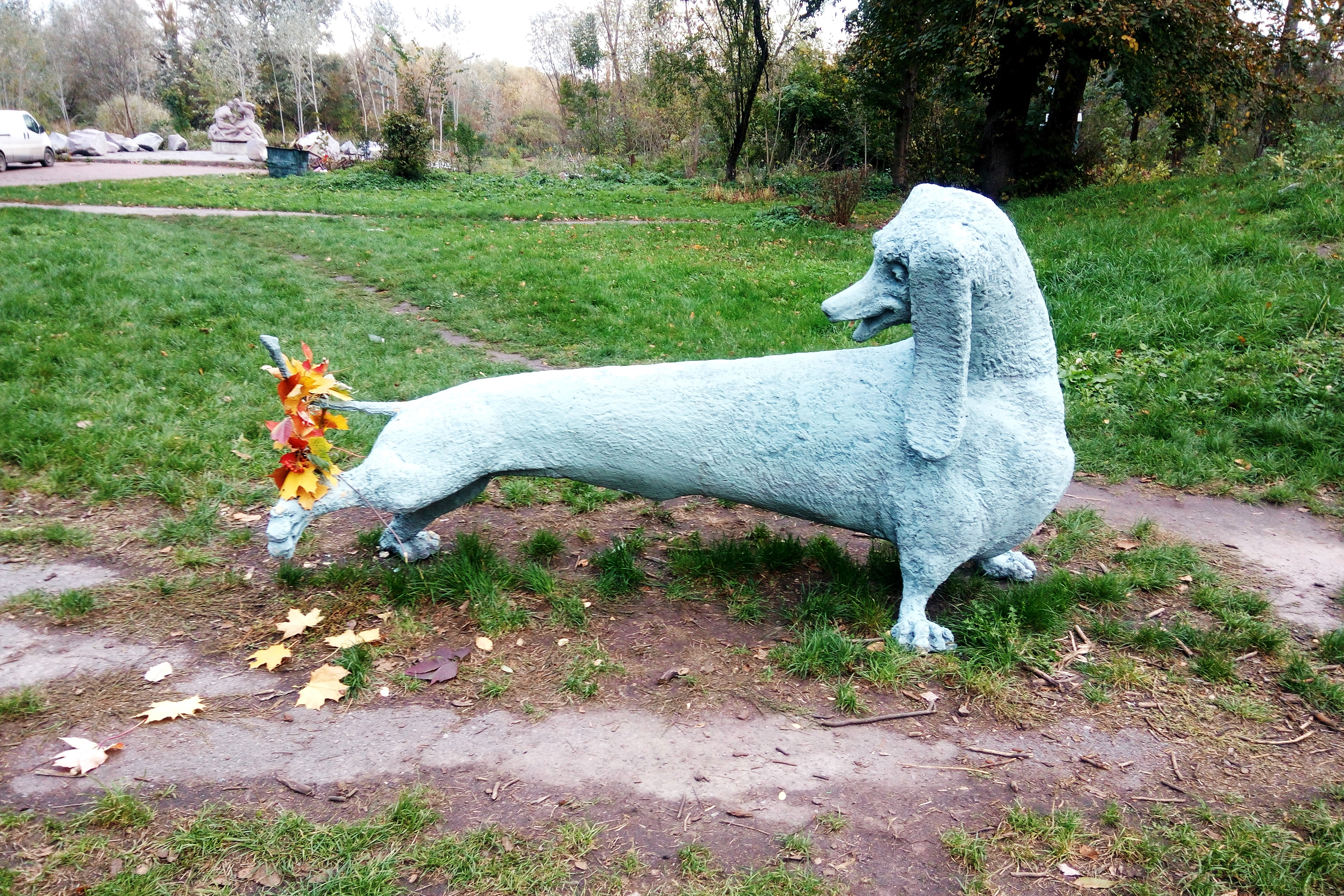
Такса
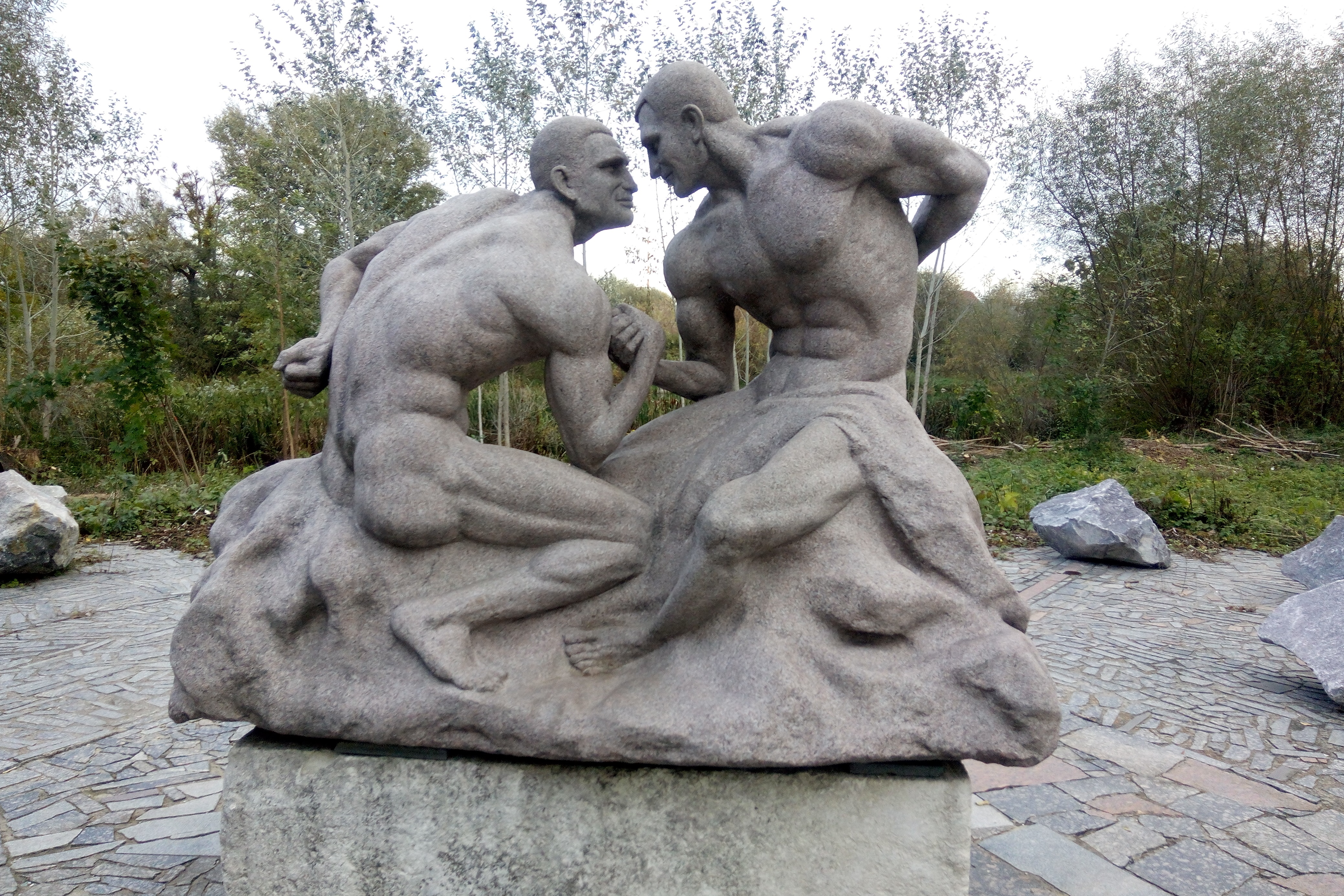
Брати Клички
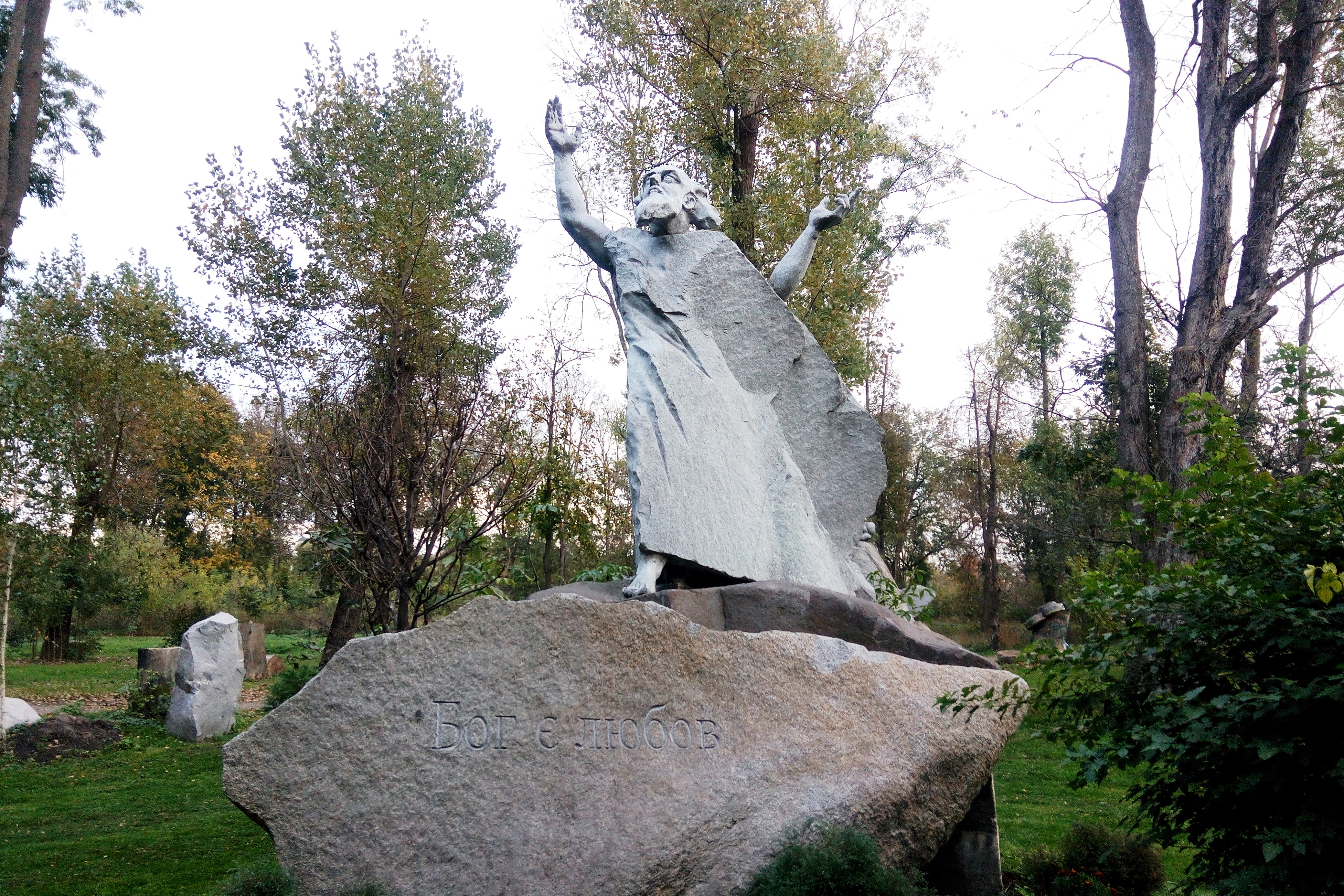
Бог є любов
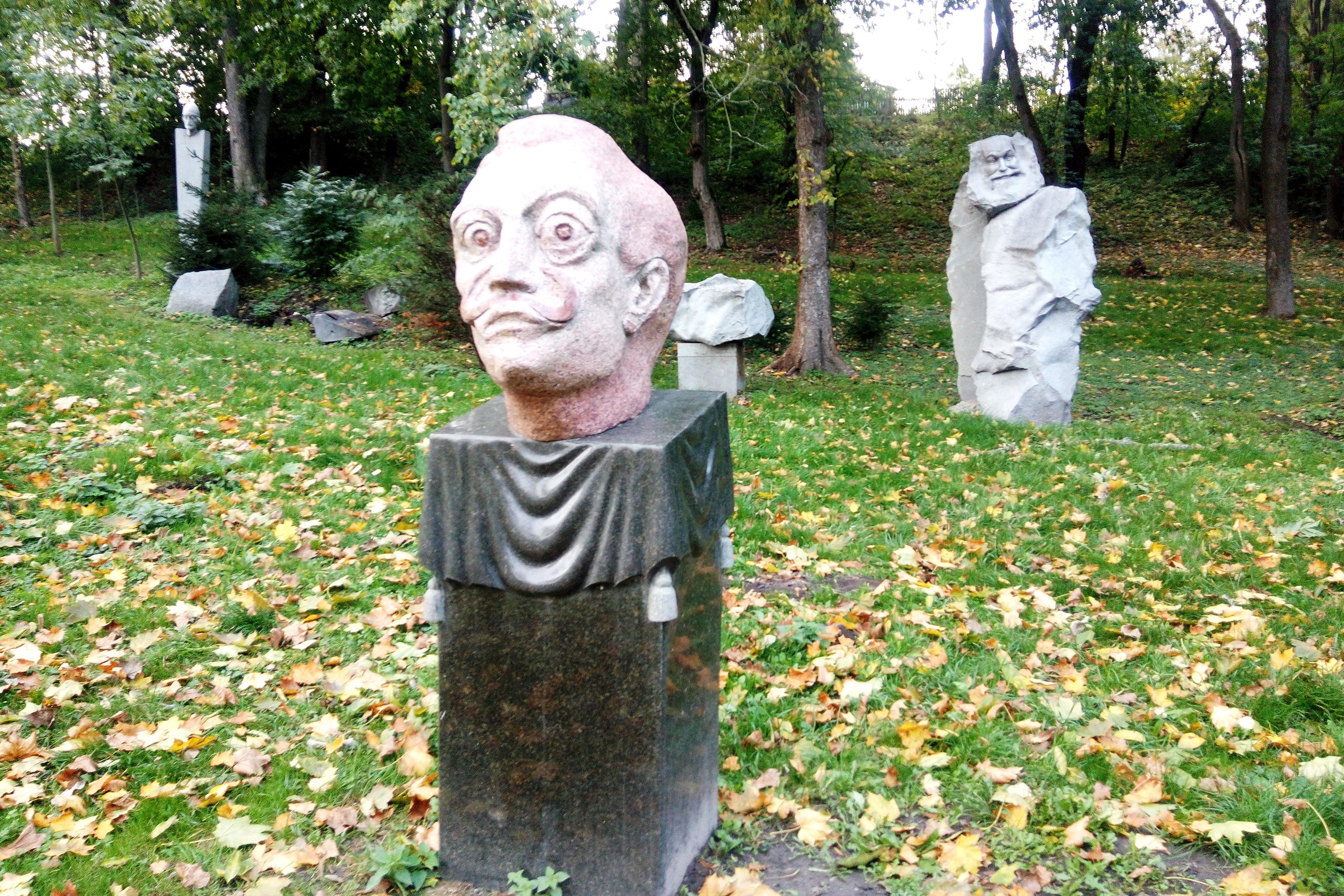
Сальвадор Далі
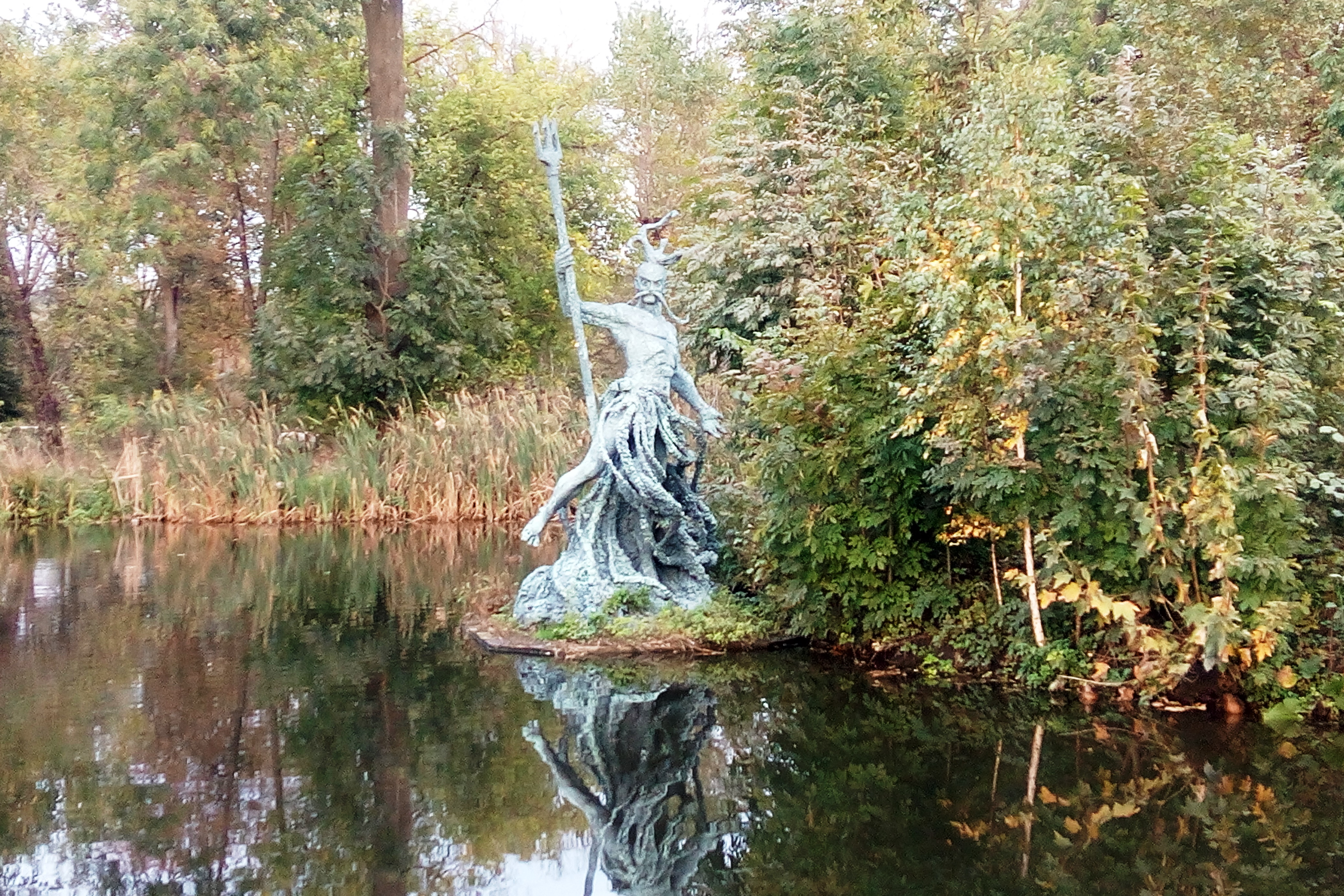
Морський цар з тризубом
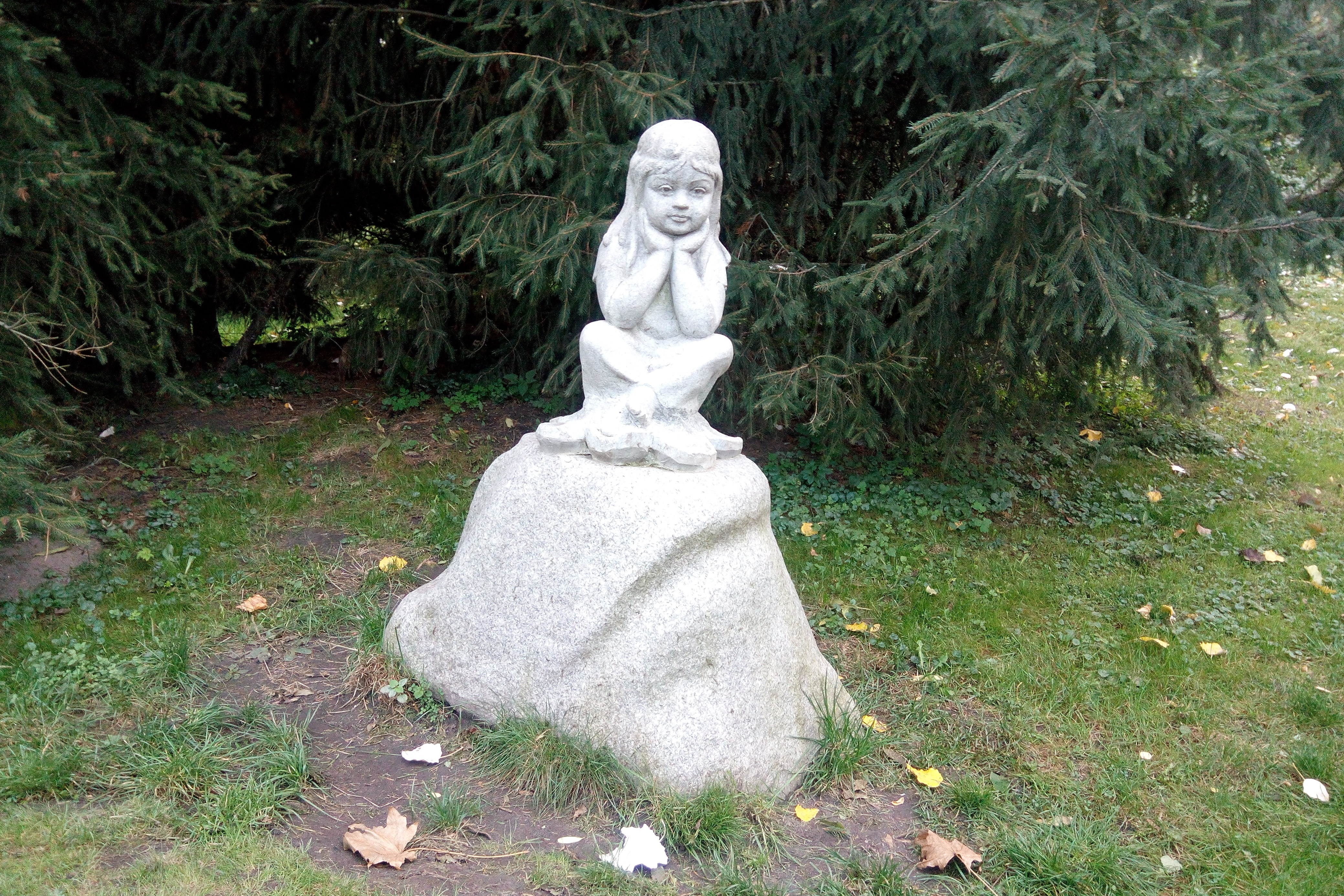
Дівчинка
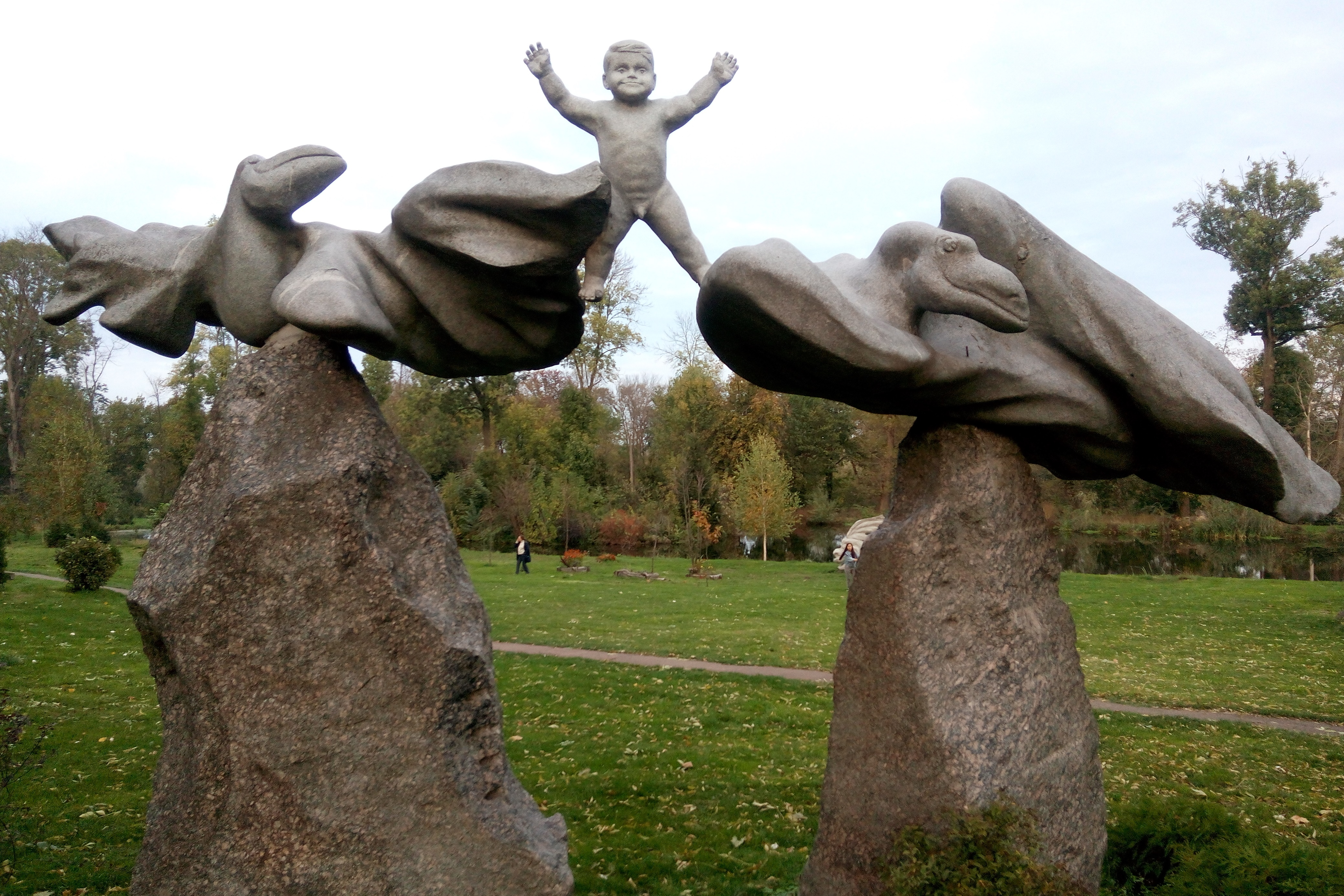
Скульптура дитини біля входу в парк